# Геділ

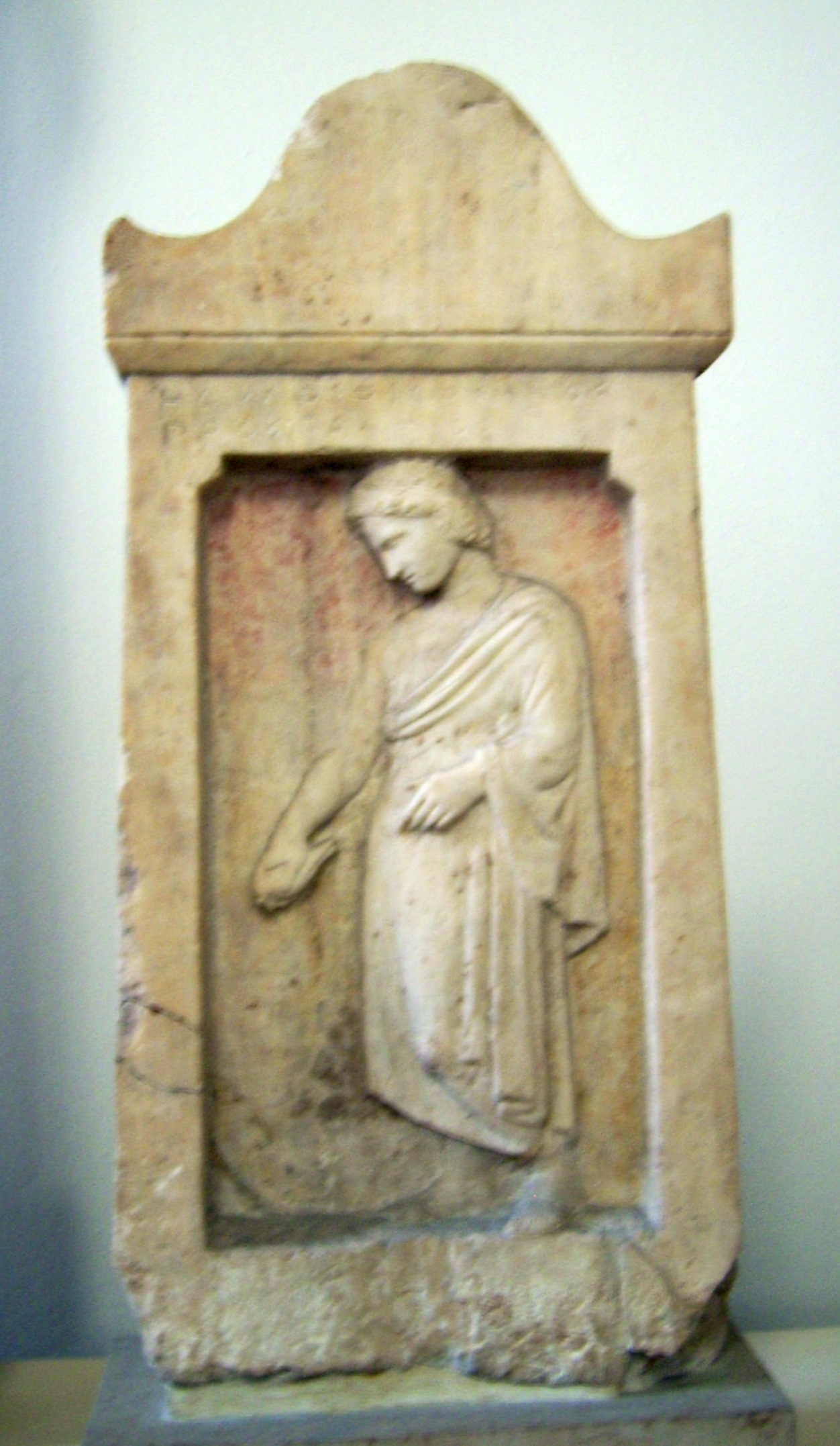
Надгробок Геділа

Геділ (початок III століття до н. е.) — давньогрецький поет. Тривалий час жив на острові Самос, потім — в Александрії разом з Асклепіадом Самоським та Посейдіппом.
З творчості Геділа збереглося 12 епіграм переважно бенкетної, менше — еротичної тематики. Три епіграми містилися в Палатинській антології, інші — у Афінея з Навкратіса.